# Tapeinochilos piniformis
Tapeinochilos piniformis är en enhjärtbladig växtart som beskrevs av Otto Warburg. Tapeinochilos piniformis ingår i släktet Tapeinochilos och familjen Costaceae. Inga underarter finns listade.